# Mandy Patinkin
Pour les articles homonymes, voir Patinkin.
Mandy Patinkin, de son nom complet Mandel Bruce Patinkin, est un acteur, producteur de cinéma et chanteur lyrique américain, né le 30 novembre 1952 à Chicago (Illinois).
Il est connu pour son rôle d'Inigo Montoya dans le film Princess Bride,, pour son rôle du Dr Jeffrey Geiger dans la série télévisée La Vie à tout prix, pour le rôle de Ruben dans la série Dead Like Me, pour son rôle de l'agent Jason Gideon dans la série Esprits criminels, ainsi que de 2011 à 2020, pour son rôle de Saul Berenson (agent haut placé de la CIA) dans la série Homeland.
Au théâtre, il interprète le peintre français Georges Seurat dans l’œuvre musicale de Stephen Sondheim Sunday in the Park with George tiré de l'emblématique toile du peintre Un dimanche après-midi à l'Île de la Grande Jatte, également à ses côtés Bernadette Peters dans les rôles de Dot et de Marie.
Il est aussi le « Che » dans la comédie musicale de Tim Rice et Andrew Lloyd Webber Evita, la version de Broadway en 1979, aux côtés de Patti Lupone dans le rôle de Evita,.
Au cinéma, en 1983, il est remarqué dans l'interprétation de Avigdor de Yentl de et avec Barbra Streisand,.

## Biographie

### Famille
Patinkin est le fils de Doris « Doralee » (Sinton) et de Lester Patinkin ; sa famille était de classe moyenne et descendait de Juifs russes et polonais. Il a une sœur nommée Marsha.
Il fut élevé dans le judaïsme massorti, allant à l'école religieuse « de l'âge de sept à treize ou quatorze ans » et chantant dans des chœurs de synagogue, ainsi que participant au Camp Surah au Michigan.
Il épouse l'actrice Kathryn Grody en 1980.
Enfants : Gideon Grody-Patinkin, Isaac Patinkin

## Filmographie

### Cinéma

#### Longs métrages
- 1978 : La Grande Triche (The Big Fix) : l'homme s'occupant de la piscine
- 1979 : Meurtres en cascade : le premier banlieusard
- 1979 : French Postcards : Sayyid
- 1980 : Fort Bronx de Robert Butler : Allesandro, le chauffeur de taxi
- 1981 : Ragtime de Miloš Forman : Tateh
- 1983 : Daniel de Sidney Lumet : Paul Isaacson
- 1983 : Yentl : Avigdor
- 1985 : Maxie : Nick Cheyney
- 1987 : Princess Bride : Inigo Montoya
- 1988 : Une femme en péril : Ray Salwen
- 1988 : Futur immédiat, Los Angeles 1991 de Charles Baker : l'inspecteur Samuel « George » Francisco
- 1990 : Dick Tracy de Warren Beatty : touche d'ivoire
- 1991 : True Colors : John Palmeri
- 1991 : Impromptu : Alfred De Musset
- 1991 : Le Docteur de Randa Haines : Dr Murray Kaplan
- 1993 : La Musique du hasard : Jim Nashe
- 1993 : Graine de star : l'homme énervé
- 1994 : Squanto: A Warrior's Tale : frère Daniel
- 1997 : Men with Guns de John Sayles : Andrew
- 1998 : Lulu on the Bridge : Philip Kleinman
- 1999 : Elmo au pays des grincheux (The Adventures of Elmo in Grouchland) : Huxley
- 2001 : Piñero : Joseph Papp
- 2003 : Frankie and Johnny Are Married (en) : Mandy Patinkin
- 2006 : Choking Man : Rick
- 2010 : 4.3.2.1 : Sir Jago Larofsky
- 2014 : Le Rôle de ma vie de Zach Braff : Gabe Bloom
- 2016 : Ali and Nino d'Asif Kapadia
- 2016 : La Reine d'Espagne (La Reina de España) de Fernando Trueba : Jordan Berman
- 2017 : Wonder de Stephen Chbosky : Mr. Tushman
- 2018 : Seule la vie... (Life Itself) de Dan Fogelman : Irwin

#### Films d'animation
- 1986 : Le Château dans le ciel : Louis (voix anglaise)
- 2006 : Everyone's Hero : Stanley Irving (voix originale)
- 2011 : Jock : Basil (voix originale)
- 2017 : Les Schtroumpfs et le Village perdu : Grand Schtroumpf (voix originale)

### Télévision

#### Téléfilms
- 1978 : That Thing on ABC : acteur
- 1979 : Charleston : Beaudine Croft
- 1996 : Broken Glass : Dr Harry Hyman
- 1997 : Quasimodo Notre-Dame de Paris (The Hunchback) : Quasimodo
- 1999 : This Is Odyssey with Mandy Patinkin : ?
- 1999 : Strange Justice : Kenneth Duberstein
- 2004 : Le Crash du vol 323 (NTSB: The Crash of Flight 323) : Al Cummings
- 2009 : The Expert of Manathan  : ?

#### Séries télévisées
- 1978 : Taxi : le nouveau père (saison 1, épisode 12)
- 1986 : American Playhouse : Georges Seurat / George (saison 5, épisode 19 : Sunday in the Park with George)
- 1994 à 2000 : Chicago Hope : Dr Jeffrey Geiger (60 épisodes)
- 1994 : Un drôle de shérif : Dr Jeffrey Geiger (saison 3, épisode 7)
- 1995 : The Larry Sanders Show : Mandy Patinkin (saison 4, épisode 16)
- 1995 : Homicide : Dr Jeffrey Geiger (saison 4, épisode 6 - non crédité)
- 2001 : Les Anges du bonheur : Satan (saison 7, épisode 23)
- 2001 : Boston Public : Isaac Rice (saison 1, épisode 22)
- 2003 : New York, police judiciaire : Glenn Fordyce / Levi March (saison 13, épisode 13)
- 2003 à 2004 : Dead Like Me : Ruben (23 épisodes)
- 2005 à 2007 : Esprits criminels : Jason Gideon (saisons 1 à 3)
- 2009 : Three Rivers : Victor (saison 1, épisode 7)
- 2010 : The Whole Truth : Lloyd Perlman (1 épisode)
- 2011 à 2020 : Homeland : Saul Berenson (96 épisodes)
- 2024 : Meurtres et Autres Complications (10 épisodes)

#### Séries d'animation
- 1995 : Les Simpson : Hugh St. John Alastair Parkfield (voix originale - saison 6, épisode 19)
- 1998 : Hercule : Hippocrates (voix originale - saison 1, épisode 8)
- 2011 : The Wonder Pets : une marmotte (voix originale - saison 3, épisode 14)

### Jeux vidéo
- 2008 : The Princess Bride Game : Inigo Montoya

## Distinctions
- Lauréat du Prix du meilleur acteur lors des CableACE Awards 1987 pour "American Playhouse" (1981)
- Prix du meilleur acteur lors des Golden Globes 1984 pour Yentl (1983)
- Prix du meilleur acteur lors des Saturn Award 1990 pour Futur immédiat, Los Angeles 1991 (1988)
- Prix du meilleur acteur lors des Golden Globes 1995 pour "Chicago Hope, la vie à tout prix" (1994)
- Prix du meilleur acteur lors des Screen Actors Guild Awards 1995 pour "Chicago Hope, la vie à tout prix" (1994)
- Prix de la meilleure distribution lors des Screen Actors Guild Awards 1995 pour "Chicago Hope, la vie à tout prix" (1994)
- Prix du meilleur acteur lors des Primetime Emmy Awards 1995 pour "Chicago Hope, la vie à tout prix" (1994)
- Prix de la meilleure distribution lors des Screen Actors Guild Awards 1996 pour "Chicago Hope, la vie à tout prix" (1994)
- Prix du meilleur acteur lors des Primetime Emmy Awards 1996 pour "The Larry Sanders Show" (1992).
- Prix du meilleur acteur lors des CableACE Awards 1997 pour The Hunchback (1997) (TV)
- Lauréat du Prix du meilleur acteur lors des Primetime Emmy Awards 1999 pour "Chicago Hope, la vie à tout prix" (1994)

## Scènes

### Broadway
- The Shadow Box (1977)
- Evita (1979) – Che (Tony Award, 1980)
- Sunday in the Park with George (1984) – Georges Seurat/George (Nomination aux Tony Award, 1984)
- Follies in Concert (1985, Lincoln Center) avec Barbara Cook, Lee Remick, George Hearn, etc. dirigé par Paul Gemignani
- Mandy Patinkin in Concert: Dress Casual (1989)
- The Secret Garden (1991) – Archibald Craven
- Falsettos (1993) – Marvin (Remplacement)
- Sunday in the Park with George (Tenth Anniversary Concert) (1994) – George
- Mandy Patinkin in Concert (1997)
- Mandy Patinkin in Concert: Mamaloshen (1998)
- The Wild Party (LaChiusa musical) (2000) – Burrs (Nomination aux Tony Award, 2000)
- Celebrating Sondheim
- An Evening with Patti LuPone and Mandy Patinkin (2011)

### Théâtre
- Enemy of the People (Williamstown Theater Festival)
- Henry IV, Part I
- The Winter's Tale
- The Knife
- Leave It to Beaver is Dead
- Trelawny of the Wells (1975) – Mr. Arthur Gower
- Hamlet (1975–76) – Fortinbras, Player King
- Rebel Woman
- The Shadow Box (1977) – Mark
- The Split and Savages
- Follies in Concert (1985) – Buddy Plummer[13]
- La Tempête (2008) (Classic Stage Company)
- Compulsion (de Rinne Groff) (2010–2011) (Yale Repertory Theatre, Berkeley Repertory Theatre et le Public Theater) – Sid Silver[14]
- Paradise Found (2010) (Menier Chocolate Factory, London, UK) – Eunuch

## Voix francophones
En version française, Mandy Patinkin est dans un premier temps doublé par François Leccia en 1987 dans Princess Bride ainsi que par Patrick Floersheim en 1988 dans Une femme en péril. De 1994 à 2004, Daniel Beretta le double à trois reprises dans La Vie à tout prix, Boston Public et Dead Like Me.
Par la suite, Patrick Floersheim devient sa voix régulière jusqu'à son décès en 2016, le doublant notamment dans Esprits criminels, Three Rivers, The Whole Truth et les quatre premières saisons de Homeland, étant remplacé par Michel Papineschi dans le reste de la série. Ce dernier l'avait déjà doublé auparavant dans Le Docteur.
Mandy Patinkin est également doublé par Jean Barney dans Les Anges du bonheur, Patrick Bonnel dans Le Rôle de ma vie, Philippe Duchesnay dans Wonder et Féodor Atkine dans Meurtres et Autres Complications.